# 劍橋 (馬里蘭州)
劍橋（英語：Cambridge）是美國馬里蘭州多徹斯特縣的縣治。根據2010年人口普查，本城共有人口12,326人。劍橋是馬里蘭州東岸人口第四多城市，僅次於索爾茲伯里, 埃尔克顿和伊斯頓。

## 地理
劍橋位於38°33′59″N 76°4′37″W / 38.56639°N 76.07694°W。根據2000年人口普查，本城面積為12.64平方英里（32.74平方），其中10.34平方英里（26.78平方）為陸地，2.30平方英里（5.96平方）為水域。